# Probištip
Probištip (in macedone Пробиштип?) è un comune nella parte orientale della Macedonia del Nord. La sede comunale è nella località omonima.
Il comune confina a nord con Kratovo, a est con Kočani e Češinovo-Obleševo, a ovest con Sveti Nikole, a sud con Štip e Karbinci.
La divisione territoriale del 2003 ha assegnato il municipio rurale di Zletovo al comune di Probištip.

## Società

### Evoluzione demografica
Dal punto di vista etnico gli abitanti sono così suddivisi:
- Macedoni = 15 977
- Serbi = 89
- Rrom = 37
- Valacchi = 37
- Altri = 53

## Località
Il comune è formato dall'insieme delle seguenti località:
- Buneš
- Bučište
- Gajranci
- Gorni Stubol
- Gorno Barbarevo
- Grizilevci
- Gujnovci
- Dobrevo
- Dolni Stubol
- Dolno Barbarevo
- Dreveno
- Drenak
- Zarapinci
- Zelengrad
- Zletovo
- Jamište
- Kalnište
- Kukovo
- Kundino
- Lezovo
- Lesnovo
- Marčino
- Neokazi
- Pestršino
- Petršino
- Pišica
- Plešenci
- Puzdreci
- Ratavica
- Strisovci
- Tursko Rudari
- Strmoš
- Tripatanci
- Troolo
- Štalkovica
- Probištip (sede municipale)